# Radek Onderka
Radek Onderka (Opava, 20 settembre 1973) è un ex calciatore ceco, di ruolo attaccante.

## Carriera

### Club
Cresce calcisticamente a Ostrava, dove gioca i suoi primi incontri da professionista nella neonata prima divisione ceca. Nel 1994 si trasferisce a Olomouc e dopo quattro stagioni passa ai tedeschi del Krefelder, in 2. Bundesliga. Dopo una stagione e mezza, si accorda con l'RL Ahlen, club di Regionalliga, restando in Germania. Dopo un solo anno, rientra in patria, nella slesiana Opava, dove decide di chiudere la carriera giocando tra la prima e la seconda divisione nazionale.
Vanta 114 presenze e 33 gol nella prima categoria ceca.

### Nazionale
Ha giocato 7 incontri con l'Under-21 ceca.